# Capsodes gothicus
Espèce
Taxons de rang inférieur
- Capsodes gothicus gothicus (Linnaeus, 1758)
- Capsodes gothicus graeseri (Autran & Reuter, 1888)

Synonymes
- Cimex gothicus Linnaeus, 1758
- Capsodes elegans (Reuter, 1896)
- Lopus gothicus elegans Reuter, 1896

Capsodes gothicus est une espèce d'insectes hémiptères hétéroptères (punaises) de la famille des Miridae, de la sous-famille des Mirinae et de la tribu des Mirini.
Elle est trouvée en Europe. Il s'agit de l'espèce type de son genre.